# Sobotka
Sobotka (historicky též jako Saboth ) je město v okrese Jičín v Královéhradeckém kraji. Je rekreačním a turistickým letoviskem na jižním okraji Českého ráje. Žije v něm přibližně 2 400 obyvatel. Leží asi na polovině vzdálenosti mezi Mladou Boleslaví a Jičínem, osmdesát kilometrů severovýchodně od Prahy. Jeho historické jádro je městskou památkovou zónou.

## Historie

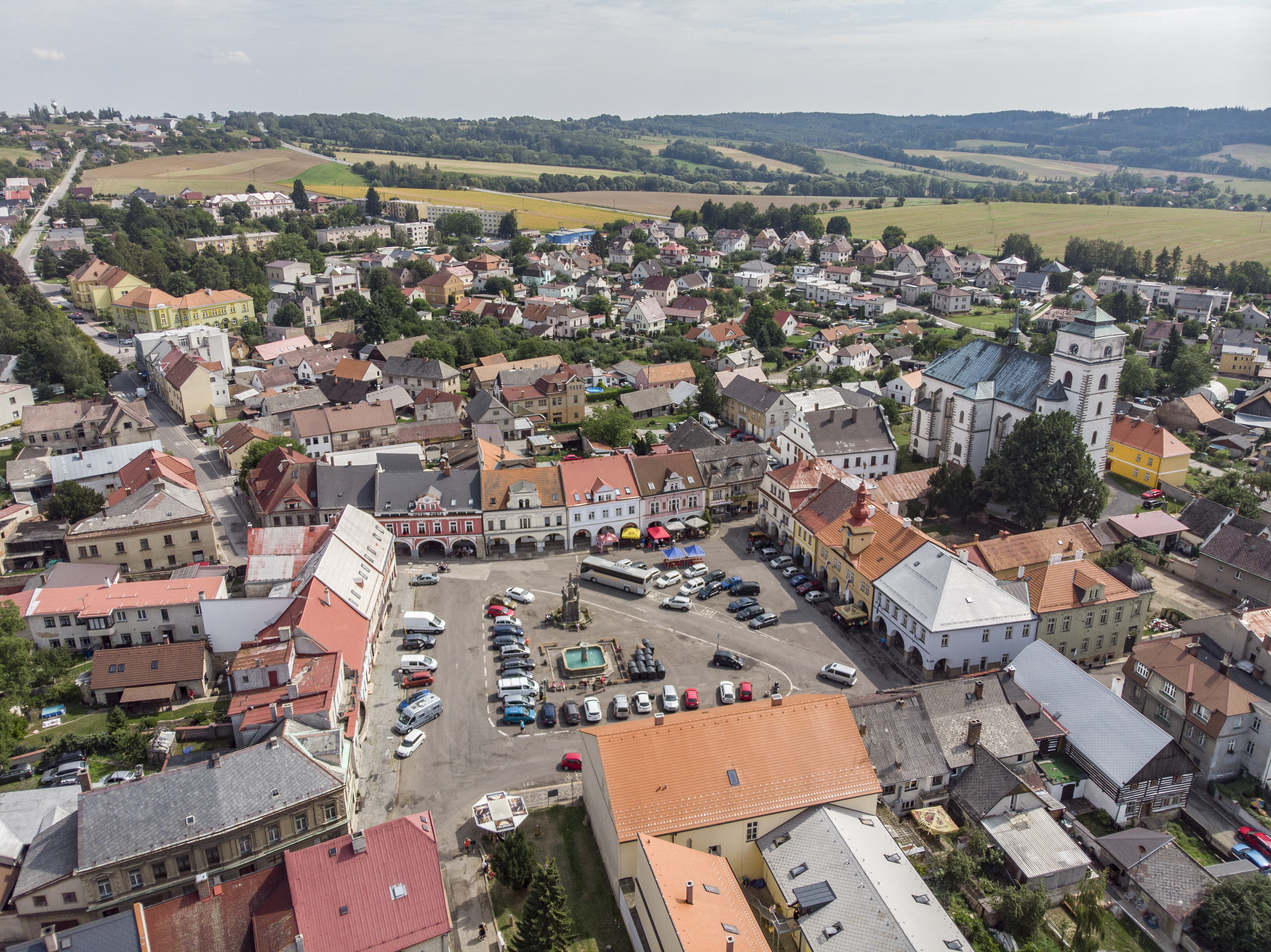
Náměstí Míru z ptačí perspektivy

### Nejstarší zprávy
Sobotka vznikla na místě staršího osídlení; její založení lze klást snad až do 12. století. Roku 1287 slibuje šlechtic Beneš věrnost králi Václavu II. v listině, jejíž originál neznáme, proto zmínku o místě „Sobunka civitas“ nelze brát za spolehlivou. Zlomek zemské desky z roku 1318 se zmiňuje o místním zemanovi Kabalcovi, který se účastnil útoku na zboží Voka II. z Rotštejna. První písemná zmínka o Sobotce se datuje až k roku 1323, roku 1346 vlastní zdejší zboží Beneš z Vartenberka, řečený ze Sobotky, kde asi kdysi stávala tvrz. Byl již pánem na Kosti. Tomuto hradu město patřilo po několik staletí a stalo se jeho hospodářským zázemím.

### Zisk městských privilegií
Privilegia udělil Sobotce král Vladislav II. Jagellonský, který roku 1498 na přímluvu Jana ze Šelmberka, nejvyššího kancléře království a kosteckého pána povýšil Sobotku na město. Městu byl udělen znak, povolena výstavba hradeb a právo uspořádat dva týdenní jarmarky ročně. Jan ze Šelmberka patřil mezi nejbohatší české šlechtice a Sobotku chtěl udělat svým reprezentačním městem. Snad on založil čtvercové náměstí a město obehnal hradbami.
Císař Rudolf II. rozmnožil privilegia města o možnost pořádat třetí výroční trh a o právo pečetit černým voskem, nechal upravit i znak města. Ke konci 16. století byl pánem na Kosti Oldřich Felix z Lobkovic, který se snažil o nenásilnou rekatolizaci svého panství. K tomu účelu nechal postavit kostel svaté Maří Magdalény. Jeho syn Václav Popel z Lobkovic nechal pro chrám roku 1613 zakoupit bohatě iluminovaný kališnický zpěvník dnes zvaný Sobotecký graduál, pocházející z první třetiny 16. století. Z jeho iluminací je zajímavá hlavně podobizna Mistra Jana Husa na hranici.

### Sobotka za Černínů
Majitelem panství za třicetileté války byl Heřman Černín z Chudenic. Dal opravit panský dům na náměstí dle plánů architekta Giovanniho Battisty Maderny a věnoval jej městu jako radnici. Panství podědil jeho synovec Humprecht Jan Černín z Chudenic. Město bylo v této době připraveno o právo várečné. Velkou ranou bylo roku 1639 obsazení města Švédy, kteří zabavili městu, co se dalo. Včetně zmiňované monstrance a graduálu, které měšťané posléze těžce vykoupili zpět. Humprecht Jan Černín vystavěl nad Sobotkou své letní sídlo Humprechtsberg, dnešní zámeček Humprecht. Humprecht přivedl do Sobotky řadu řemeslníků a postavil pro ně Nové Město.

### Doba baroka
V letech 1689–1708 je soboteckým děkanem místní rodák Jan Ignác Summa z Vlastislavě, který byl autorem latinských florilegií, v nichž srovnával ctnosti světců ke květinám. Byl nobilitován a získal čestný titul Poeta laureatus. Roku 1712 zasáhl Sobotku nejhorší požár v historii, k dalšímu velkému požáru, při němž padlo za oběť ohni 17 domů včetně radnice, došlo roku 1746.
Od roku 1738 je Sobotecko v majetku Netolických z Eisenberka. Václav Kazimír Netolický z Eisenberka, oblíbenec Marie Terezie, zastával nejvyšší zemské úřady a podílel se na důležitých správních i ústavních reformách. V Sobotce byl tehdy postaven mariánský sloup se sochami čtyř českých světců, dílo Martina Jelínka (socha) a jeho syna Martina Ignáce (reliéfy). Byl vysvěcen roku 1746. Radnice byla po požáru obnovena podle plánů neznámého architekta, zednické práce prováděl F. Pokorný a roku 1746 vsadil hodinář Jan Brojr do věže nové hodiny. Václav Kazimír nechal ještě sobotecký chrám vybavit novým mobiliářem z dílny kosmonoských Jelínků.

### Činnost obrozenecká
V období národního obrození nastává rozvoj občanské společnosti, zakládají se spolky. I v Sobotce se roku 1848 vytváří revoluční stráž města Sobotky (garda), pro niž vytvořil svůj první prapor Josef Mánes. V Sobotce bylo shromaždiště revolučních gard z celých severovýchodních Čech, aby táhly na pomoc bojující Praze, ale na rozmluvu krajského komisaře se zde rozešly a dál nepokračovaly. Došlo přitom k potyčce s Němci z Trutnova, vedenými výřečným básníkem Uffo Hornem.
Pro Sobotku má v této době velký význam působení děkana Františka Vetešníka, překladatele a spisovatele, žáka Josefa Jungmanna a člena vlastenecké družiny kolem pátera Antonína Marka. Další postavou byl kaplan Damián Šimůnek, který vychoval řadu osobností další generace.

### Průmyslová revoluce
Od třicátých let 19. století se rozvíjí v Sobotce průmysl, Václav Novák zakládá dílnu na pivovarská zařízení, do Čech zavedl anglické hvozdy na sušení sladu. Jeho syn a dědic Václav si nechal patentovat kamna, jimiž vybavil mnoho škol a veřejných budov. Druhý syn Josef Vincenc odešel do Prahy, kde firma Novák - Jahn navázala na výrobu zařízení pro pivovary. Jeho syn Ladislav byl literátem a vytvořil několik libret pro Oskara Nedbala.
Prusko-rakouská válka do historie města v roce 1866 zasáhla pouze průtahy vojsk, které mu nijak neublížily. V pokojném období míru nastává další rozvoj města a vzniká řada staveb, např. nová budova školy 1892–1893 podle návrhu Josefa Lhoty, její bohatá fasáda ovlivnila i fasády domů v okolí. Roku 1904 se v sobotecké cihelně usadila rodina Špálova a Sobotka se stala pro malíře Václava Špálu dlouholetou inspirací. Roku 1905 je postavena železnice se stanicí Sobotka, ale k dalšímu rozvoji to město nepřivedlo, a během 20. století počet obyvatel soustavně klesal.

### Dvacáté století

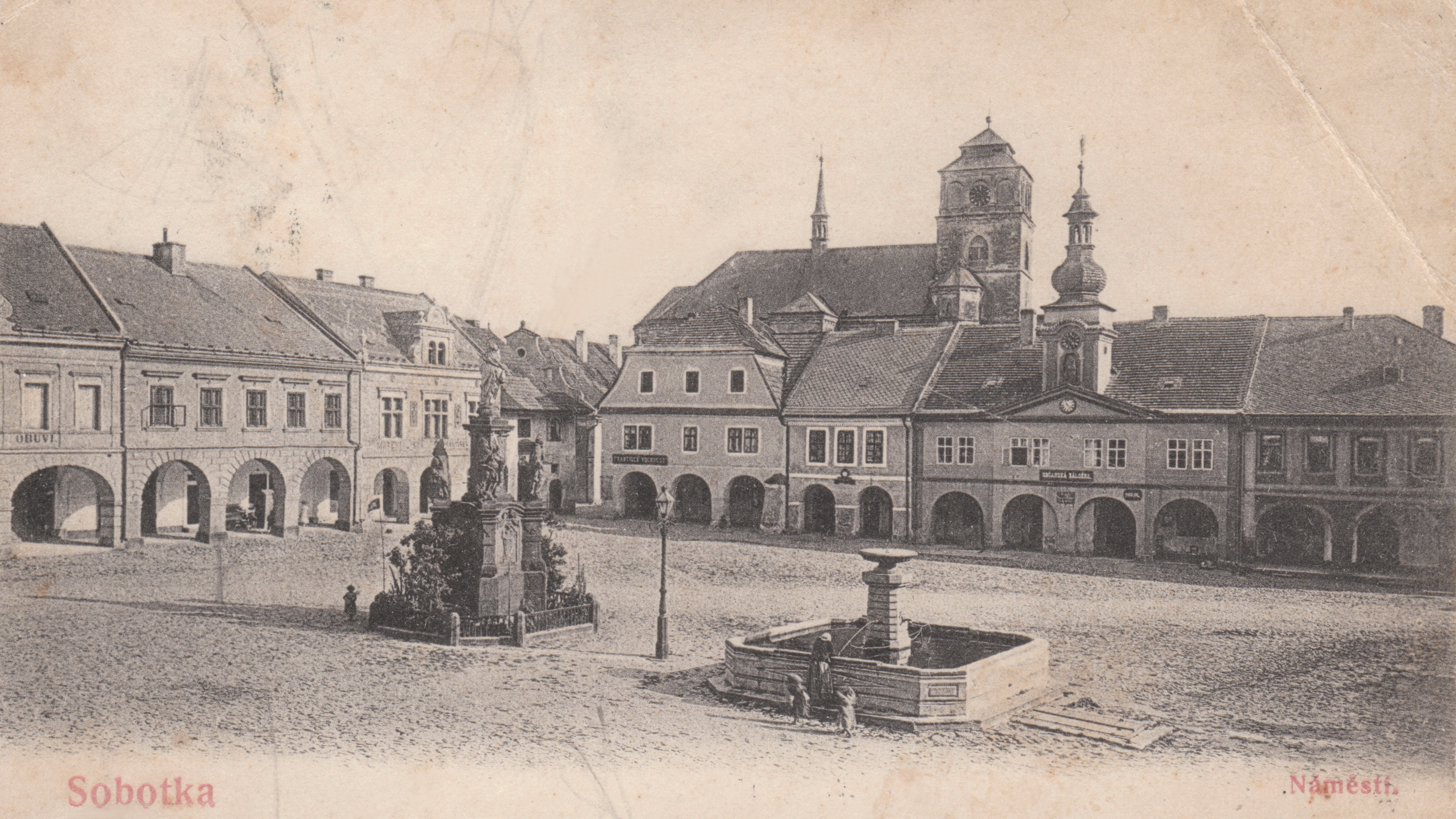
Náměstí v Sobotce před rokem 1914

Po první světové válce se život ve městě oživil, jsou budovány peněžní ústavy, je restaurován chrám i zámek Humprecht, který připadl pozemkovou reformou městu. Na výstavbu Masarykovy školy práce podle plánů J. Lhoty (dnes část mateřské školy) navázala původně jako okresní záložna hospodářská vystavěná dnešní budova spořitelny dle návrhu architekta Františka Jandy s plastikami od Rudolfa Březy z roku 1928. Dále sídlo okresního zastupitelstva od architekta Františka Kavalíra z roku 1910, dnes sloužící jako zdravotnické středisko. A sokolovna od architekta Oldřicha Lisky z roku 1929, kterou si při své návštěvě města prohlédl i prezident Tomáš Garrigue Masaryk. Roku 1935 byl postaven Městský úřad navržený architektem Jindřichem Freiwaldem.
Rozkvět města vzal za své po německé okupaci a v následném komunistickém vývoji. Za budovou městského úřadu dnes stojí skulptura od italského sochaře Parmiggianiho z roku 1991 nazvaná „Dům pod půlměsícem“.

## Obyvatelstvo
| Rok            | 1869  | 1880  | 1890  | 1900  | 1910  | 1921  | 1930  | 1950  | 1961  | 1970  | 1980  | 1991  | 2001  | 2011  | 2021  |
| -------------- | ----- | ----- | ----- | ----- | ----- | ----- | ----- | ----- | ----- | ----- | ----- | ----- | ----- | ----- | ----- |
| Počet obyvatel | 2 637 | 2 614 | 2 400 | 2 441 | 2 503 | 2 338 | 2 219 | 1 848 | 1 947 | 1 942 | 1 928 | 1 974 | 2 003 | 2 127 | 1 986 |
| Počet domů     | 326   | 341   | 328   | 338   | 370   | 387   | 425   | 446   | 434   | 438   | 469   | 625   | 658   | 683   | 706   |

## Městská správa

### Části města
- Sobotka
- Čálovice
- Kdanice
- Lavice
- Spyšova
- Staňkova Lhota
- Stéblovice
- Trní
- Zajakury

V letech 1850–1874 a od 1. července 1985 do 23. listopadu 1990 k městu patřil i Osek.

### Zastupitelstvo a starosta
Po obecních volbách konaných na podzim roku 2014 se starostou města stal Lubor Jenček (TOP 09), který vystřídal Stanislava Tláška, jenž již starostou býti nechtěl.

### Městské symboly
Znak města je historický, vlajka byla městu udělena rozhodnutím předsedkyně Poslanecké sněmovny Parlamentu České republiky dne 20. března 2023.

## Kultura
Roku 1957 byla založena tradice Šrámkovy Sobotky jako národního festivalu českého jazyka a literatury. Vyvinul se z původních setkání zaměřených na Šrámkovu tvorbu, roku 1961 se přeměnil v týdenní seminář o mateřštině, vždy s nějakým nosným ústředním tématem. Od počátku je propojen s učitelskou veřejností. Od roku 1963 se na tzv. poetickém odpoledni představují recitátoři a recitační kolektivy, od roku 1968 působí tvůrčí dílny pro studenty pedagogických a filozofických fakult.
Od roku 1988 se ve druhé polovině srpna koná Sobotecký jarmark, od roku 1999 společně s ním i Festival lidových řemesel. Tradice údajně praví, že by se měl konat první sobotu po svátku svatého Bartoloměje.

## Pamětihodnosti

### Kostel svaté Maří Magdalény

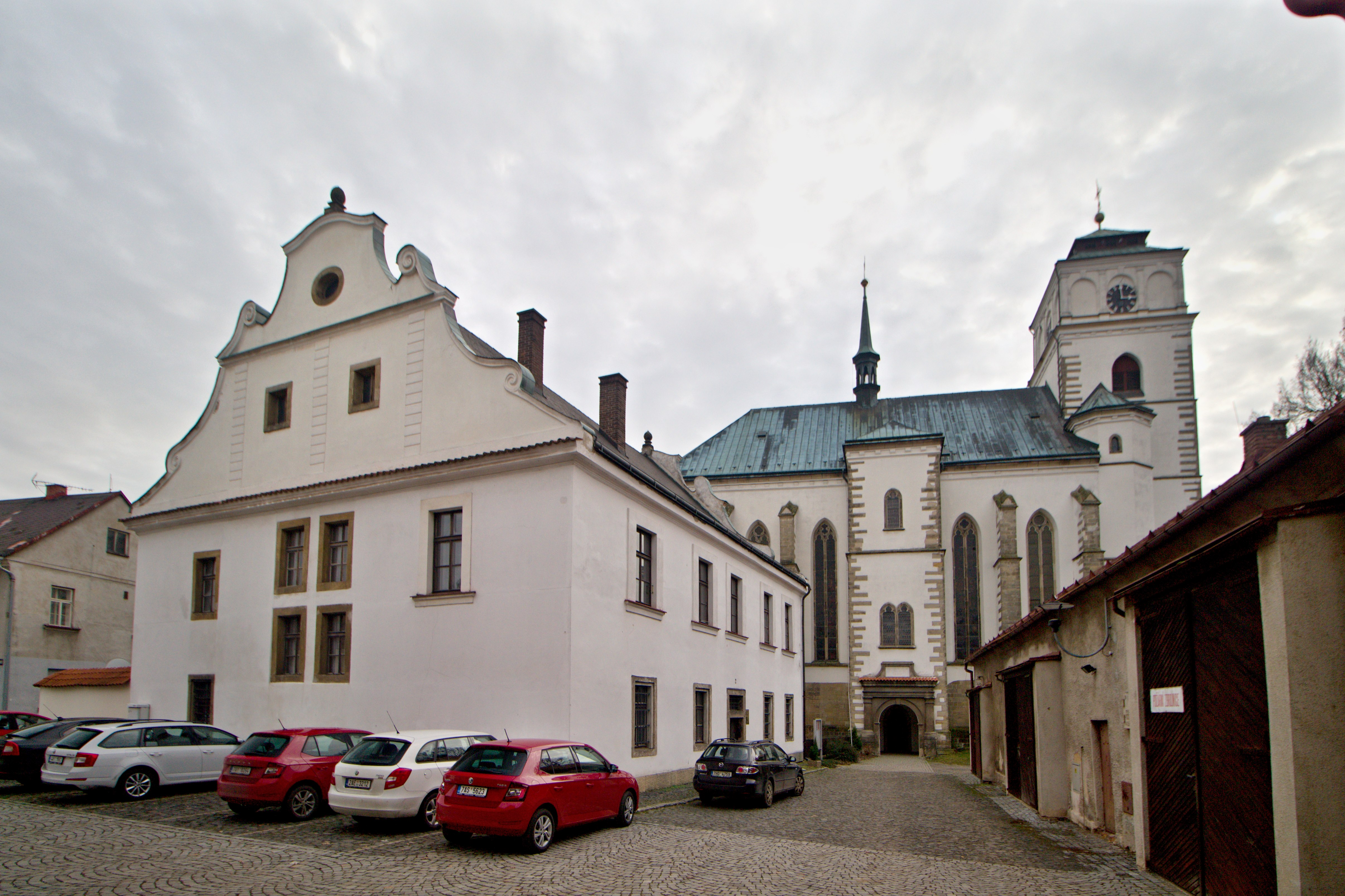
Kostel svaté Maří Magdalény a budova děkanství

Děkanský kostel svaté Máří Magdalény byl postavený v letech 1590–1596 v pozdně gotickém stylu Petrem Vlachem z Milána na místě staršího dřevěného kostela, věž je renesanční, její zastřešení empírové. Barokní vnitřní zařízení je z dílny kosmonoských Jelínků (kolem 1740). V kněžišti nejdeme tři zajímavé renesanční náhrobky lobkovických dětí, které se staly inspirací pro pomník Babička s vnoučaty Ottu Gutfreundovi. Roku 1828 byla snížena věž a když se roku 1885 zřítila klenba lodi, postavil se strop dřevěný, až v letech 1936–1940 byla obnovena klenba ze železobetonu. Děkanství je původně renesanční z konce 16. století, 1710 přestavěné barokně (štíty). U kostela socha svatého Jana Nepomuckého od Antonín Wildta z roku 1856 podle návrhu Josefa Mánesa. Za kostelem je budova staré školy, nedaleký renesanční špitál je z konce 16. století.

### Náměstí a okolí
Stará radnice s přízemím asi z roku 1570, původně Chybovský dům, empírové úpravy 1808–1847, roku 1865 hodinář J. Prokeš opatřil věž hodinami s průsvitným ciferníkem, prvním ve střední Evropě. Poblíž radnice stojí divadlo z roku 1850 se zajímavým využitím původního svahu, původně solnice z 18. století. Strop divadla byl malován podle návrhu Josefa Mánesa, ale výmalba byla po roce 1920 zničena. Mariánský sloup je z roku 1747.
Ve středu města najdeme řadu zajímavých domků. Je to Gansův dům čp. 129 z 18. století, špitál čp. 10, dům Turnovského čp. 39, řada domků na náměstíčku sv. Anny a Sobotecké Benátky podél zbytku městského příkopu. Rodný dům spisovatele Fráni Šrámka čp. 4, spisovatel tu žil do svých pěti let, s přízemím ze 16. století, patro kolem roku 1840. Je na něm umístěna busta sochařky Karly Vobišové-Žákové, ve vedlejší budově má Šrámek své muzeum. V Jeřábkově ulici stojí rodný dům dramatika Františka Věnceslava Jeřábka.

### Hřbitov
Hřbitov opěvoval ve své poémě již Fráňa Šrámek. Později ji zhudebnil Emil Axman. Pomník rodáků pohřbených jinde je od Pavla Janáka a Karla Pokorného z roku 1927. Na hřitově najdeme hrob básníka Fráni Šrámka a jeho rodiny, básníka Václava Šolce s reliéfní maskou Karly Vobišové-Žákové, průmyslníka a politika Jindřicha Maštálky s bustou od Josefa Drahoňovského a verši Fráni Šrámka, spisovatele Oldřicha Daňka a estetika Mirko Nováka. Před hřbitovem je pomník obětí první světové války a pomník rudoarmějců z roku 1947.

### Zámek Humprecht

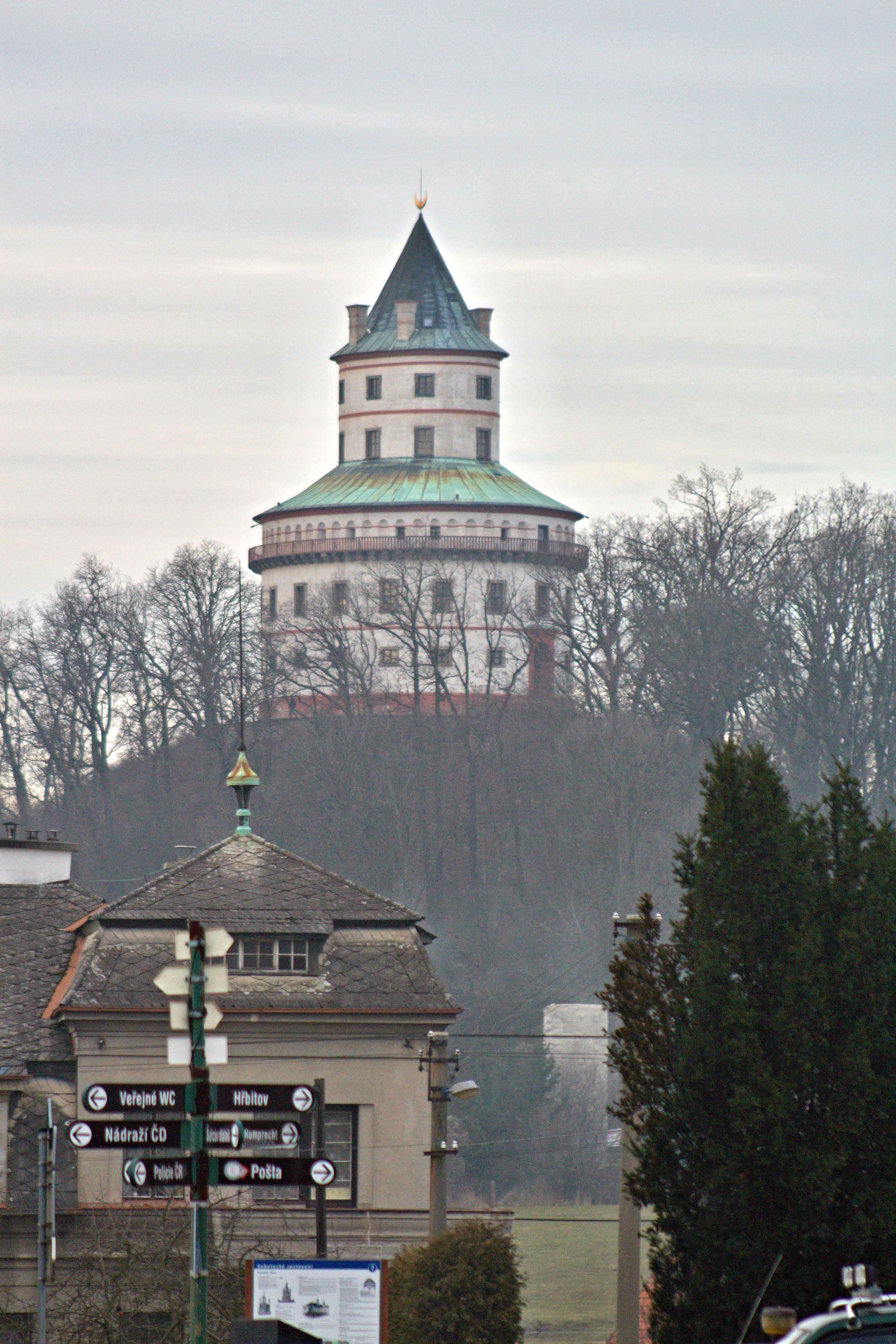
Zámek Humprecht od náměstí Míru

Zámek na návrší nad Sobotkou byl letním sídlem Humprechta Jana Černína z Chudenic, císařského velvyslance v Benátkách. Stavěl ho Carlo Lurago v letech 1666–1668 jako parafrázi Galatské věže v Cařihradu, po požáru roku 1678 byl dostavěn Francescem Ceresolou. Při opravě byl současně zvýšen, čímž byly přetíženy základy a musely být zbourány přízemní hospodářské budovy, základy zpevněny kvádry z pískovce. Zlatý půlměsíc na vrcholu byl umístěn místo původního kříže roku 1829 na základě pověstí o tom, že Heřman Černín z Chudenic byl vězněn v Turecku.

### Další pamětihodnosti
Rodný dům básníka Václava Šolce, zachovalé selské stavení, jehož součástí je dnes galerie, která byla v roce 2009 pokřtěna po svém zakladateli na Galerii Karla Samšiňáka. V sousedním zděném stavení trávil prázdniny spisovatel Karel Václav Rais, který zde napsal Zapadlé vlastence a Pantátu Bezouška. Ze zděné architektury je zajímavý Brixův statek na Předměstí z roku 1825 se soškou svatého Jana Křtitele v průčelí. Město má pomník Václava Šolce z roku 1880. V parčíku je busta Fráni Šrámka, další dílo Karly Vobišové-Žákové z roku 1970.
Větrný mlýn na Bořenovách stál v místě, které je po něm pojmenované „na Větráku“. Zde se v roce 1971 jel jeden z prvních autokrosů v Československu.

## Osobnosti
- Fráňa Šrámek (1877–1952), spisovatel, dramatik
- Jindřich Gustav Maštálka (1866–1926), politik
- Václav Šolc (1838–1871), básník
- Jindřich Šolc (1841–1916), politik, pražský starosta
- František Věnceslav Jeřábek (1836–1893), dramatik a básník
- Josef Ladislav Turnovský (1838–1901), spisovatel, dramatik, novinář
- Karel Cumpfe (1853–1931), klasický filolog
- Bohuslav Raýman (1852–1910), chemik
- Karel Samšiňák, (1923–2008), entomolog, parazitolog, zoolog, akarolog a myrmekolog
- Jaroslav Šimůnek, (1931–1997), český literární teoretik, kritik, pedagog a organizátor festivalu Šrámkova Sobotka
- Daniel Krejčík (* 1994), herec

## Galerie

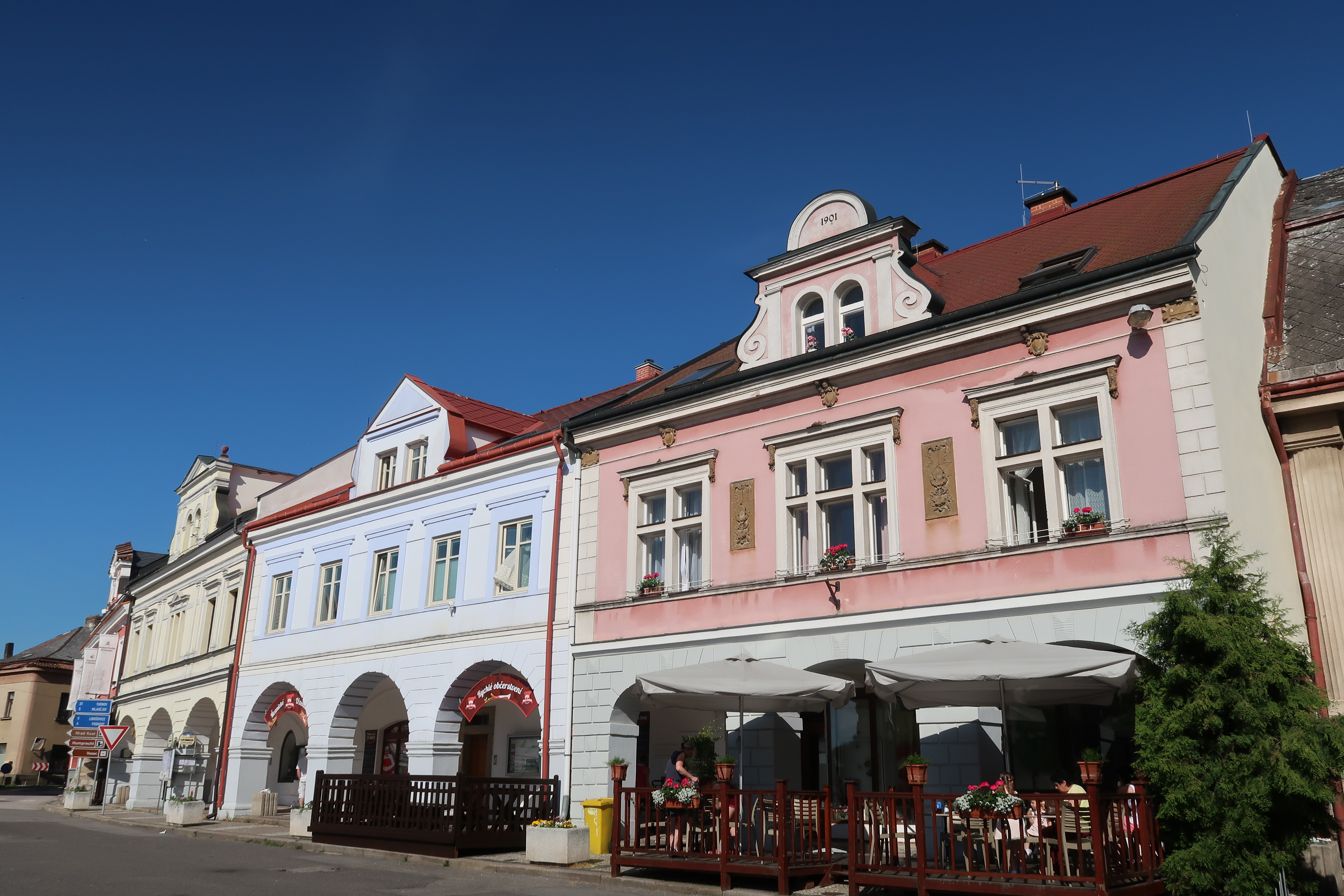
Náměstí Míru
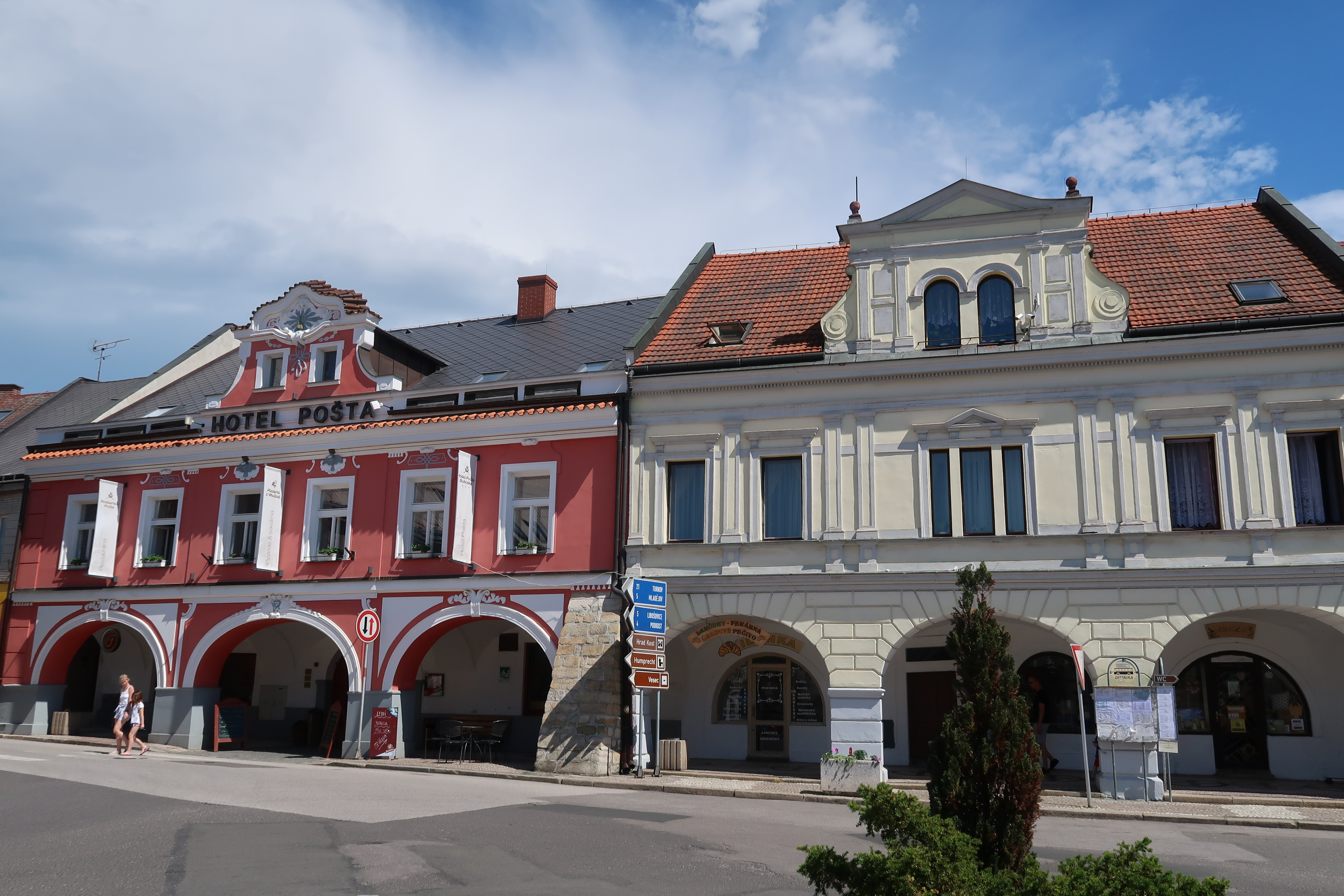
Náměstí Míru
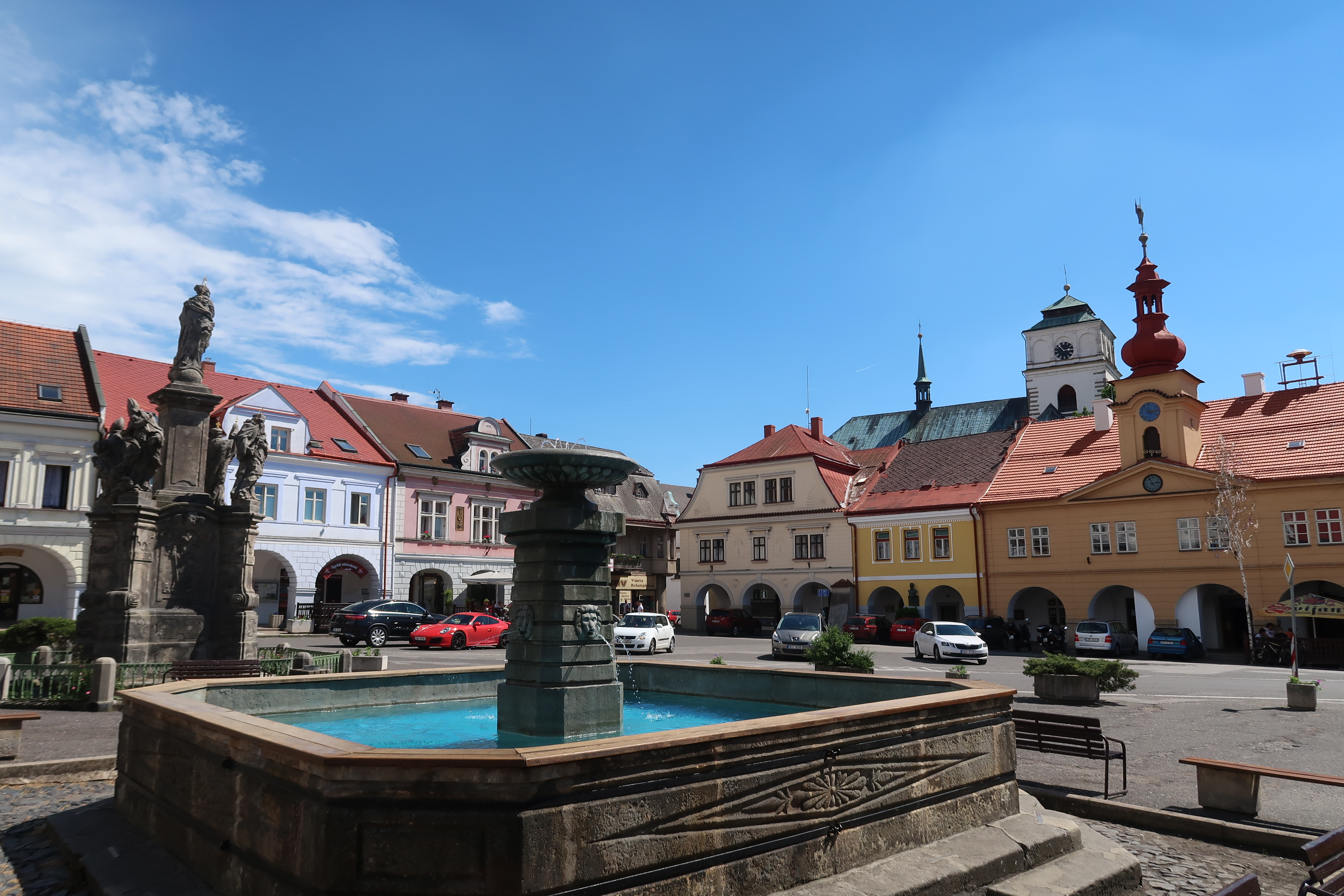
Náměstí Míru
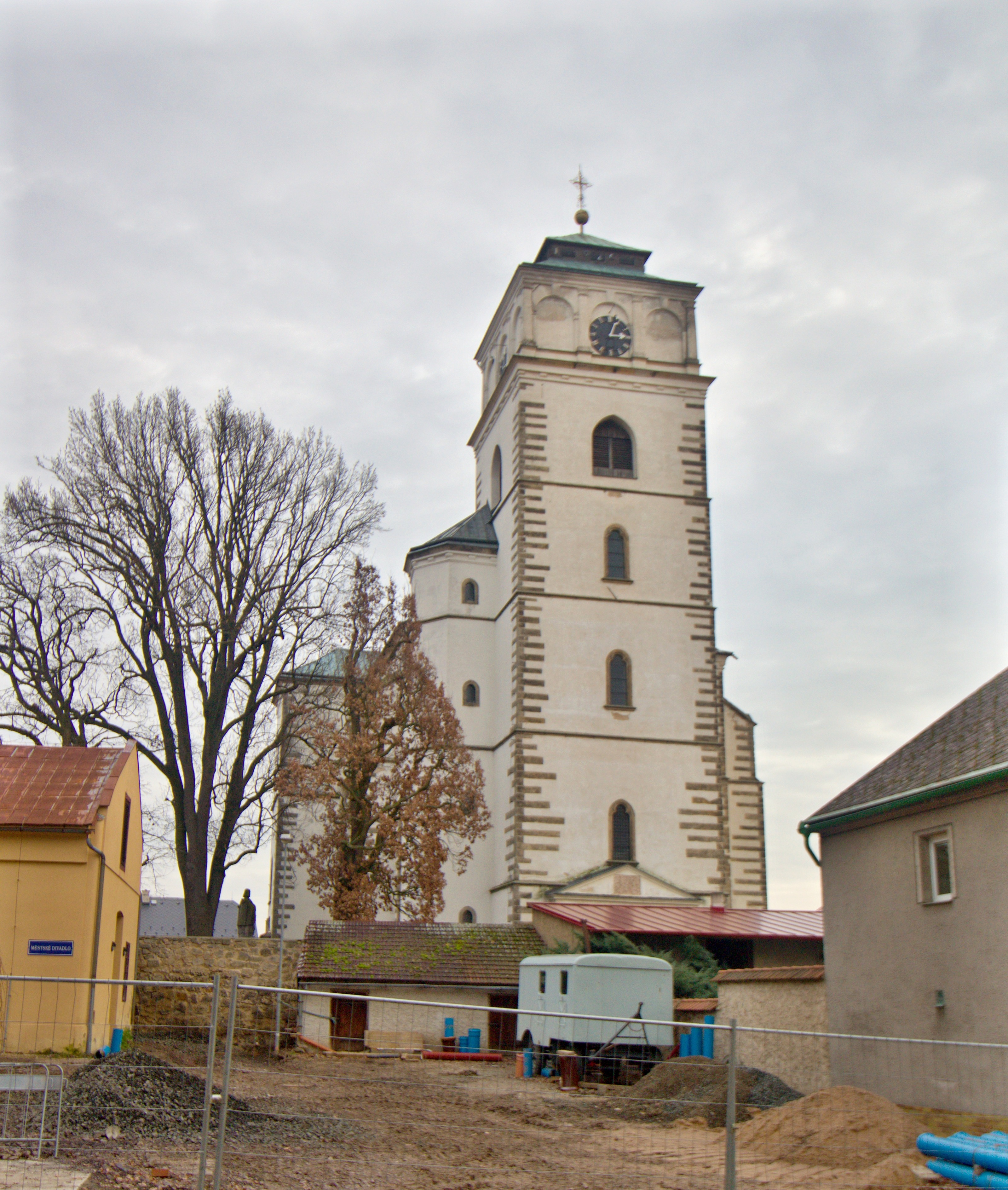
Kostel svaté Maří Magdaleny
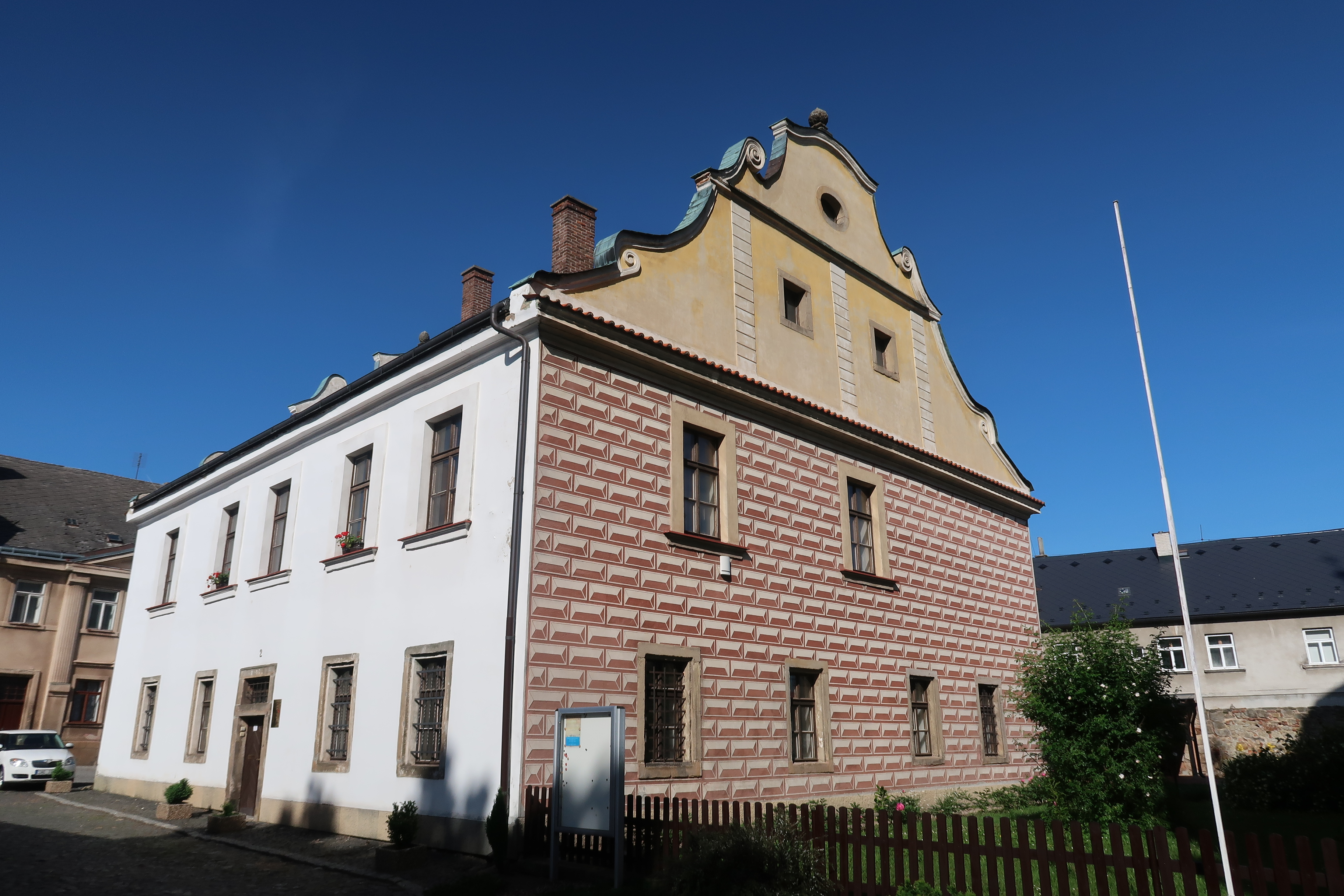
Děkanství
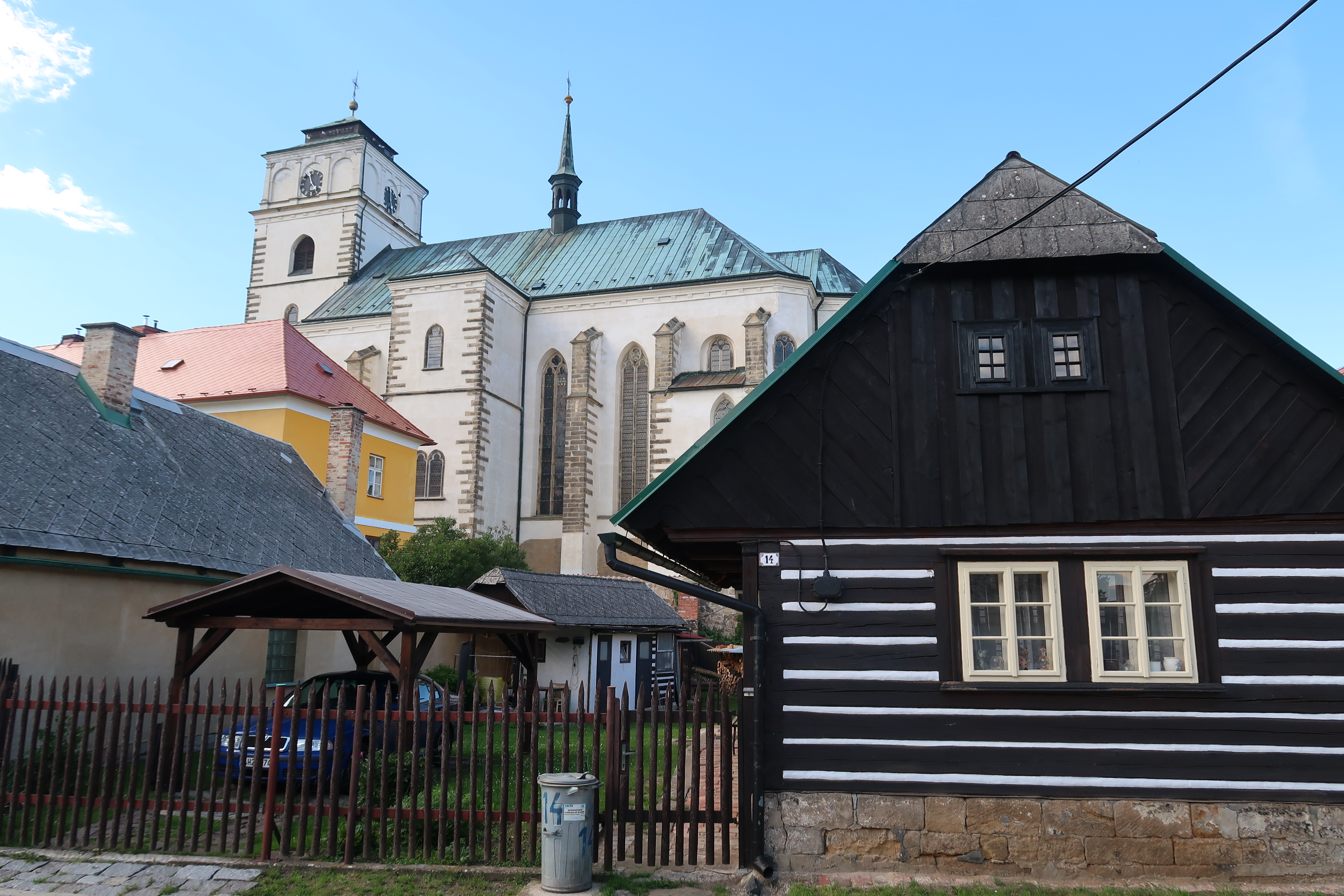
Ulice Šafranice s kostelem svaté Maří Magdaleny
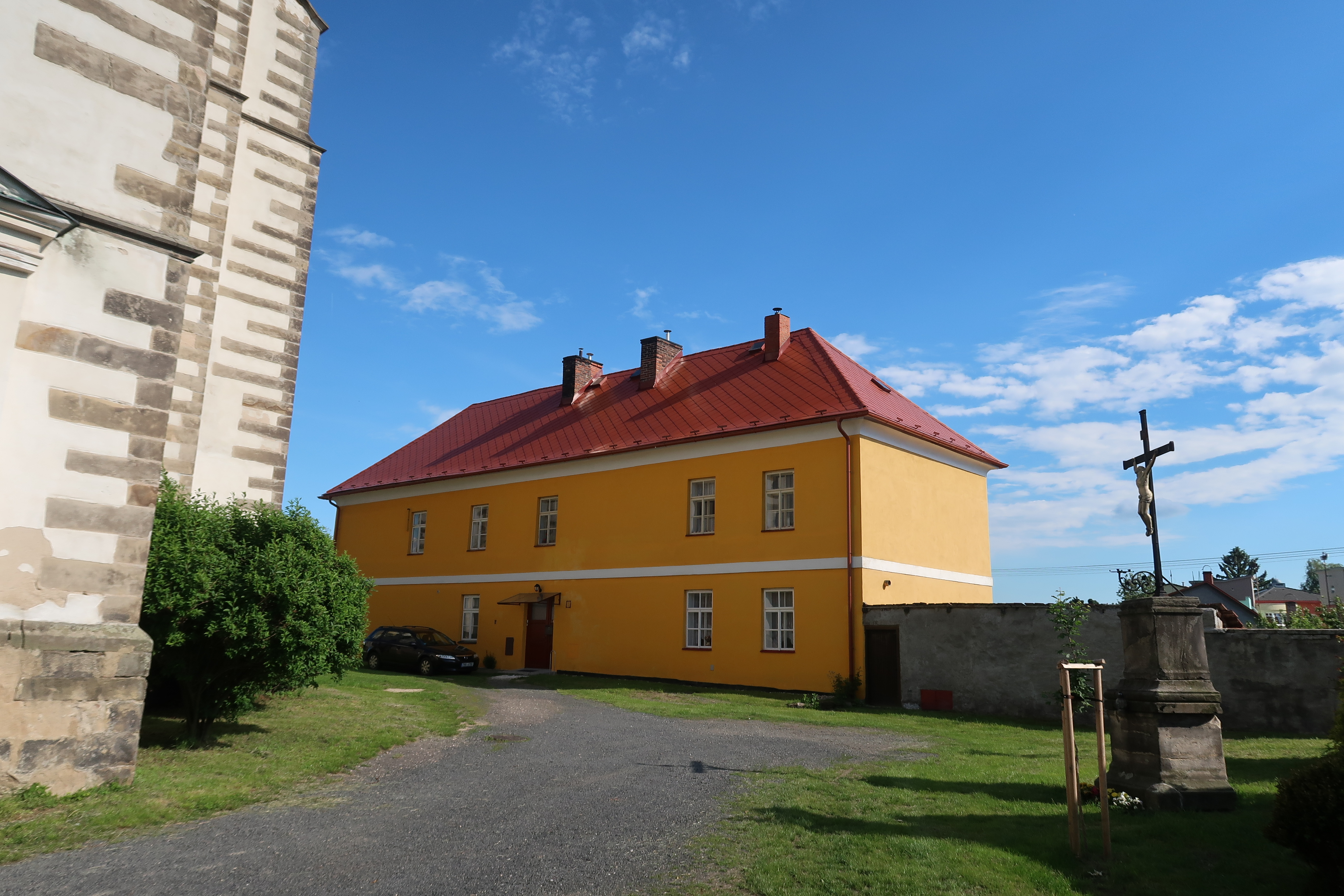
Stará škola u kostela
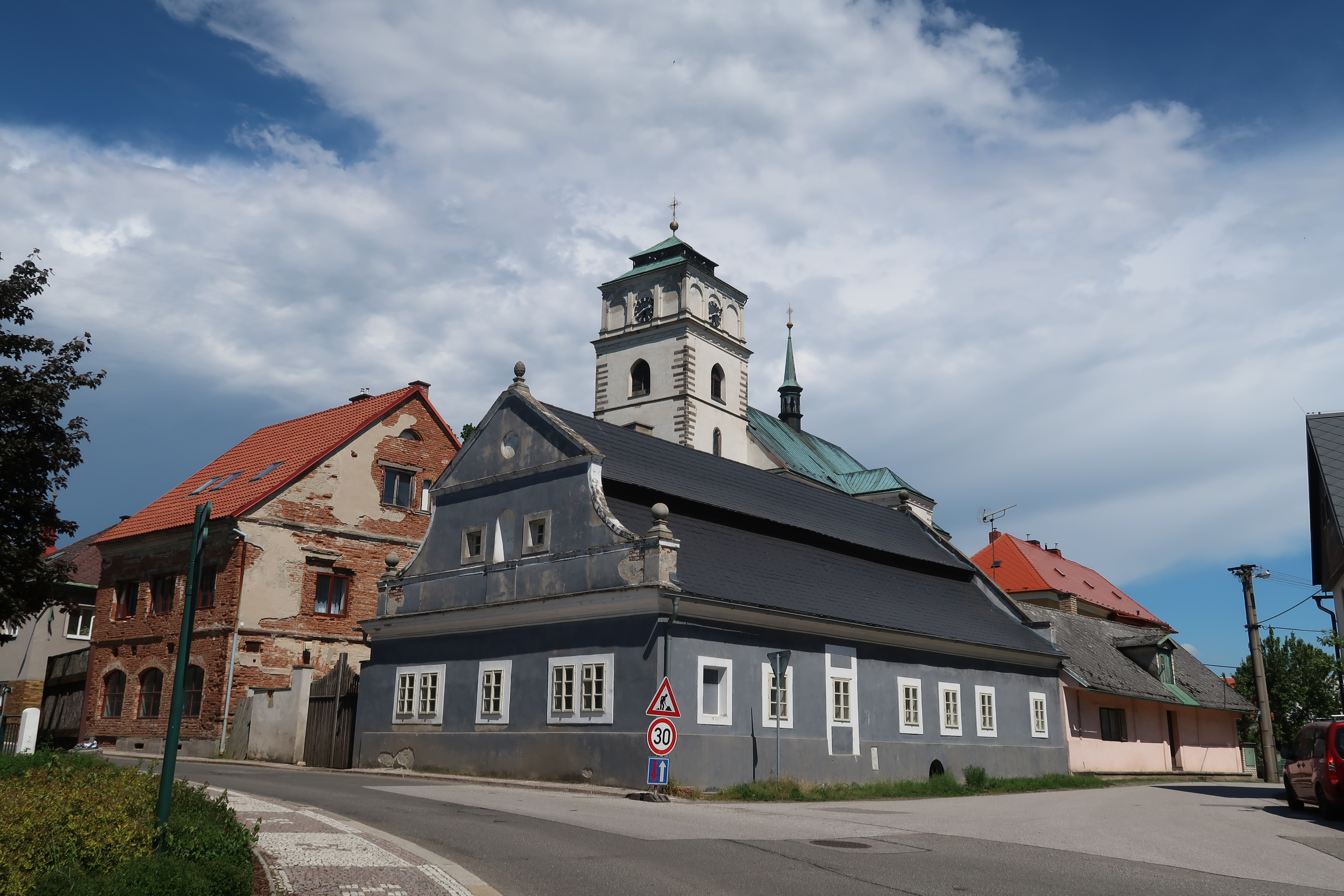
Boleslavská ulice s bývalým špitálem a kostelem svaté Maří Magdaleny
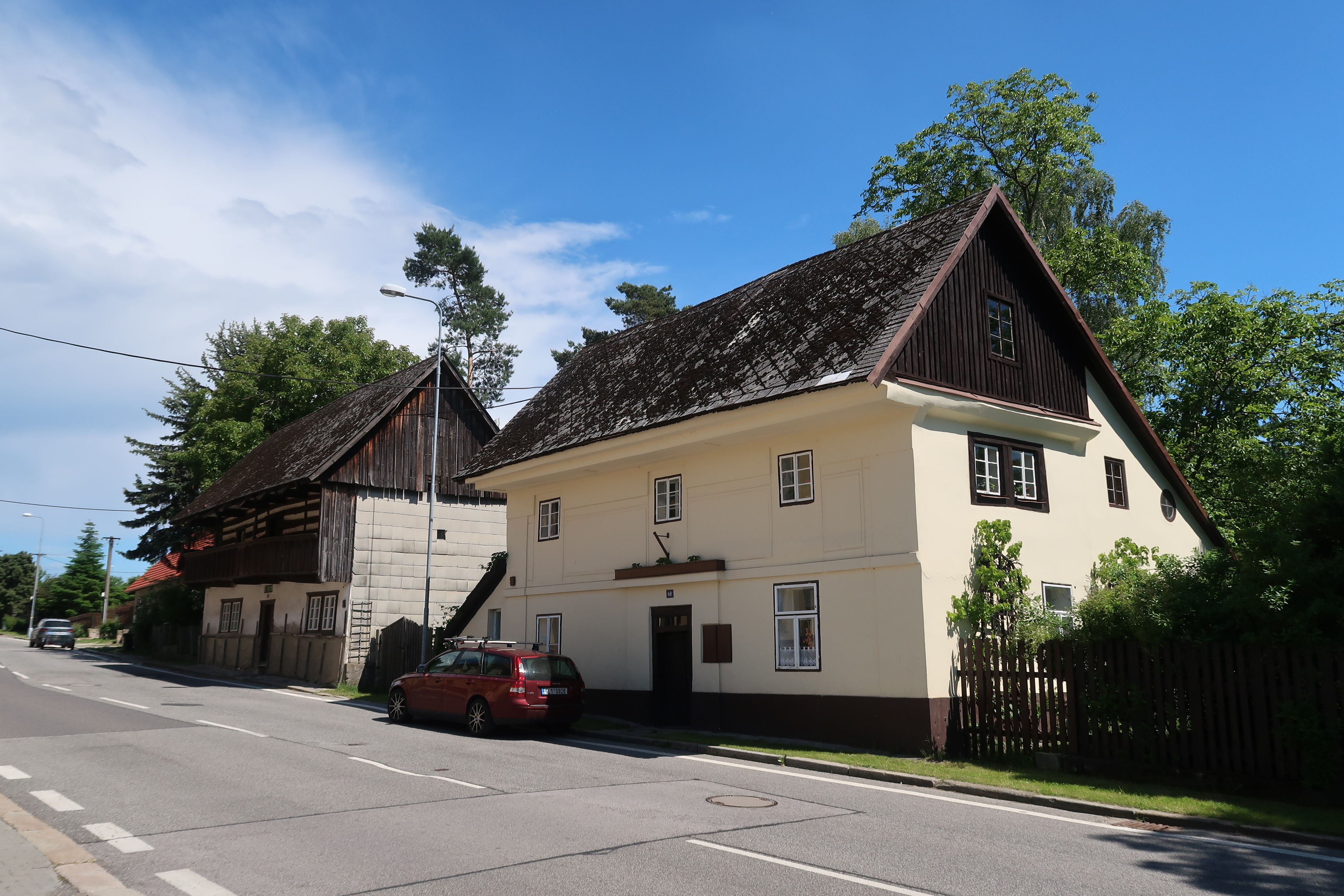
Boleslavská ulice
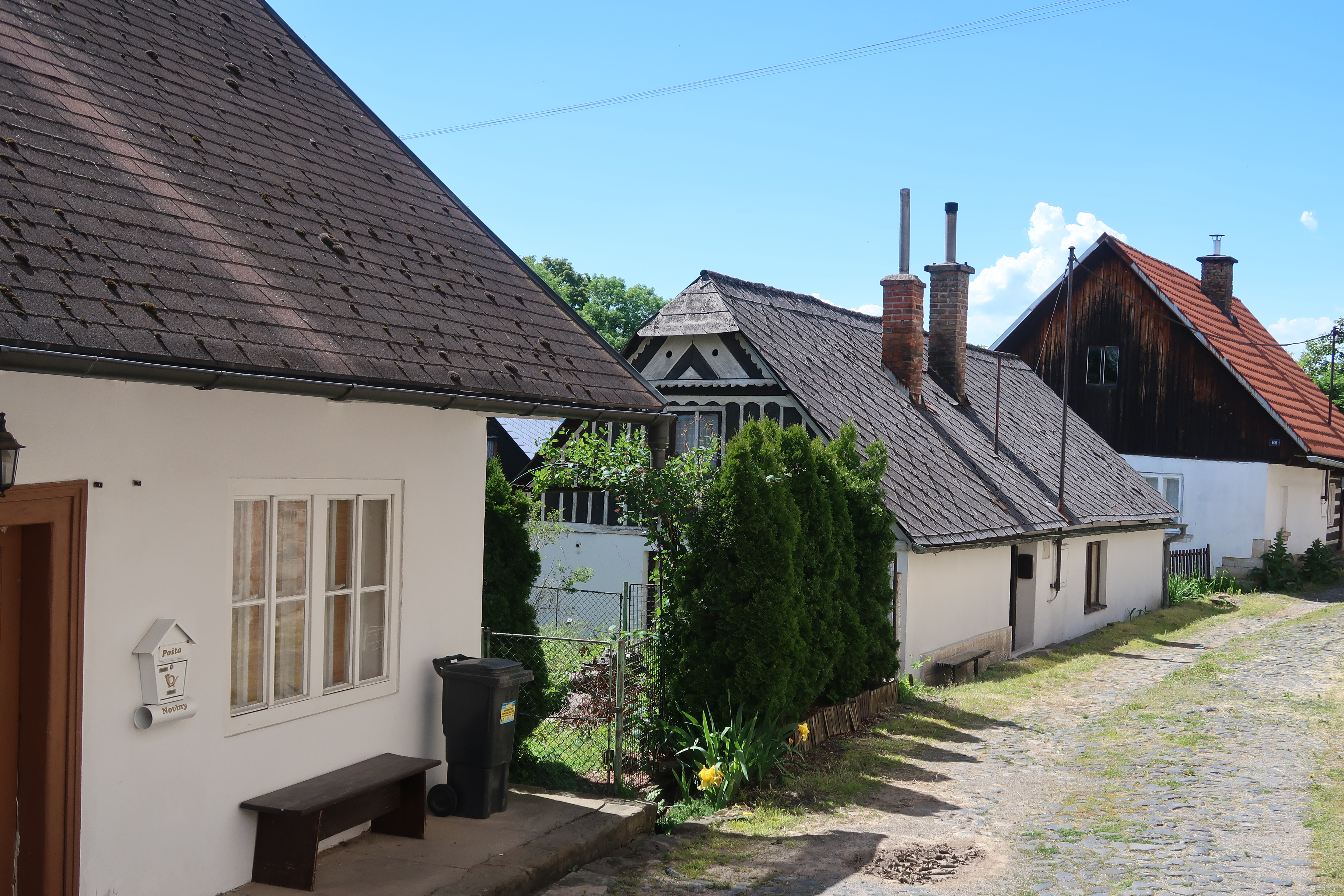
Ulice Úžlabina
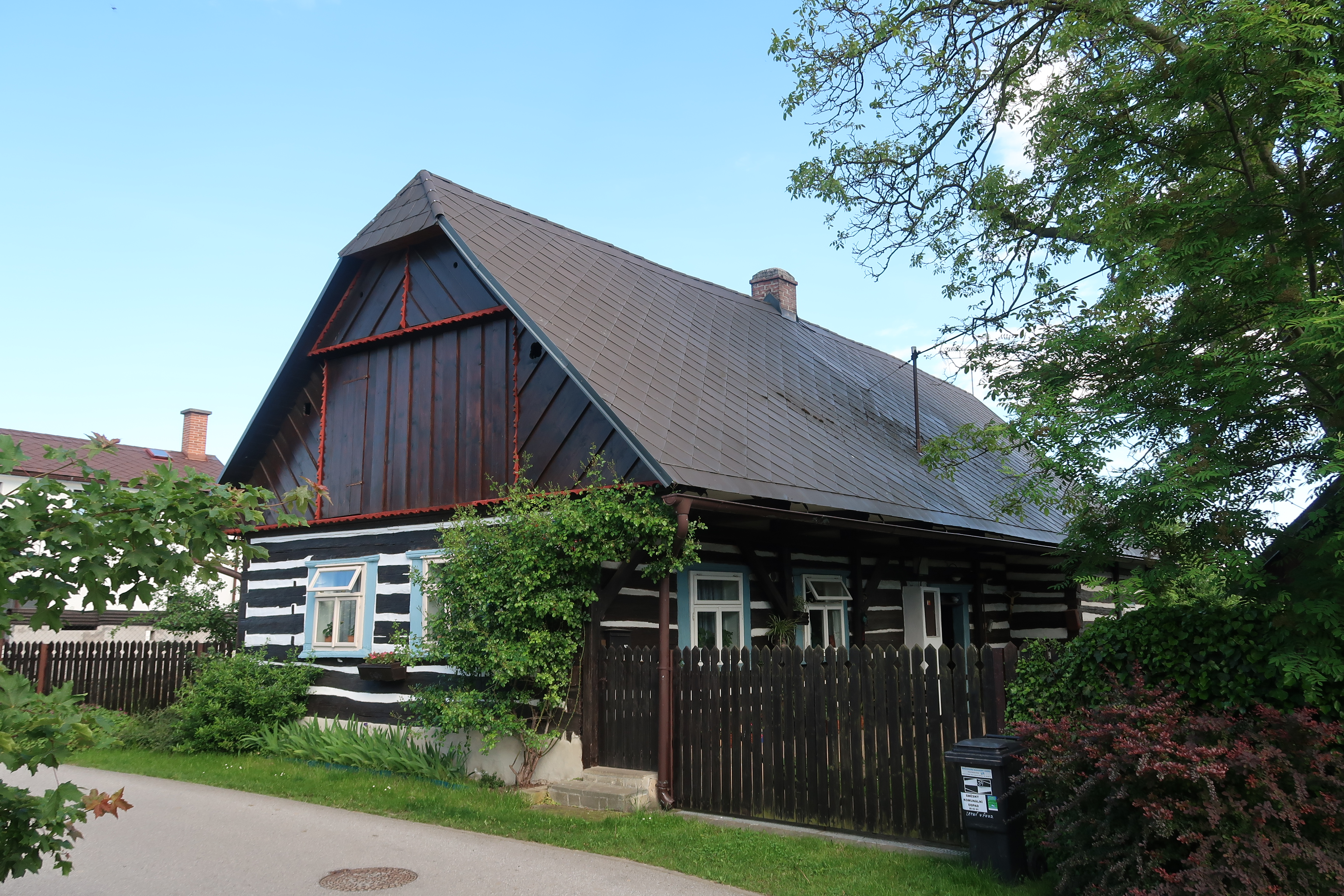
Malé náměstí
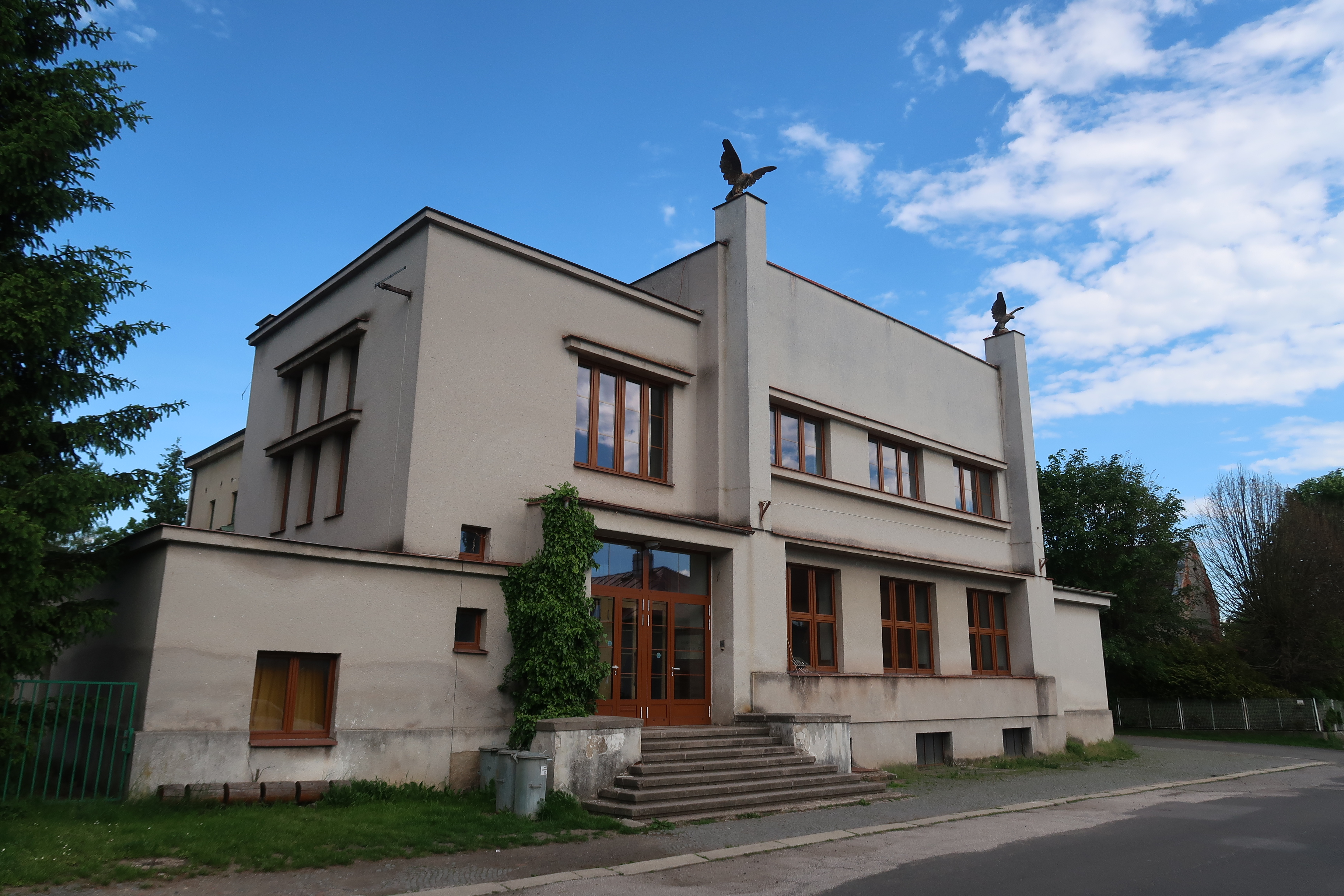
Sokolovna (1929, architekt Oldřich Liska)
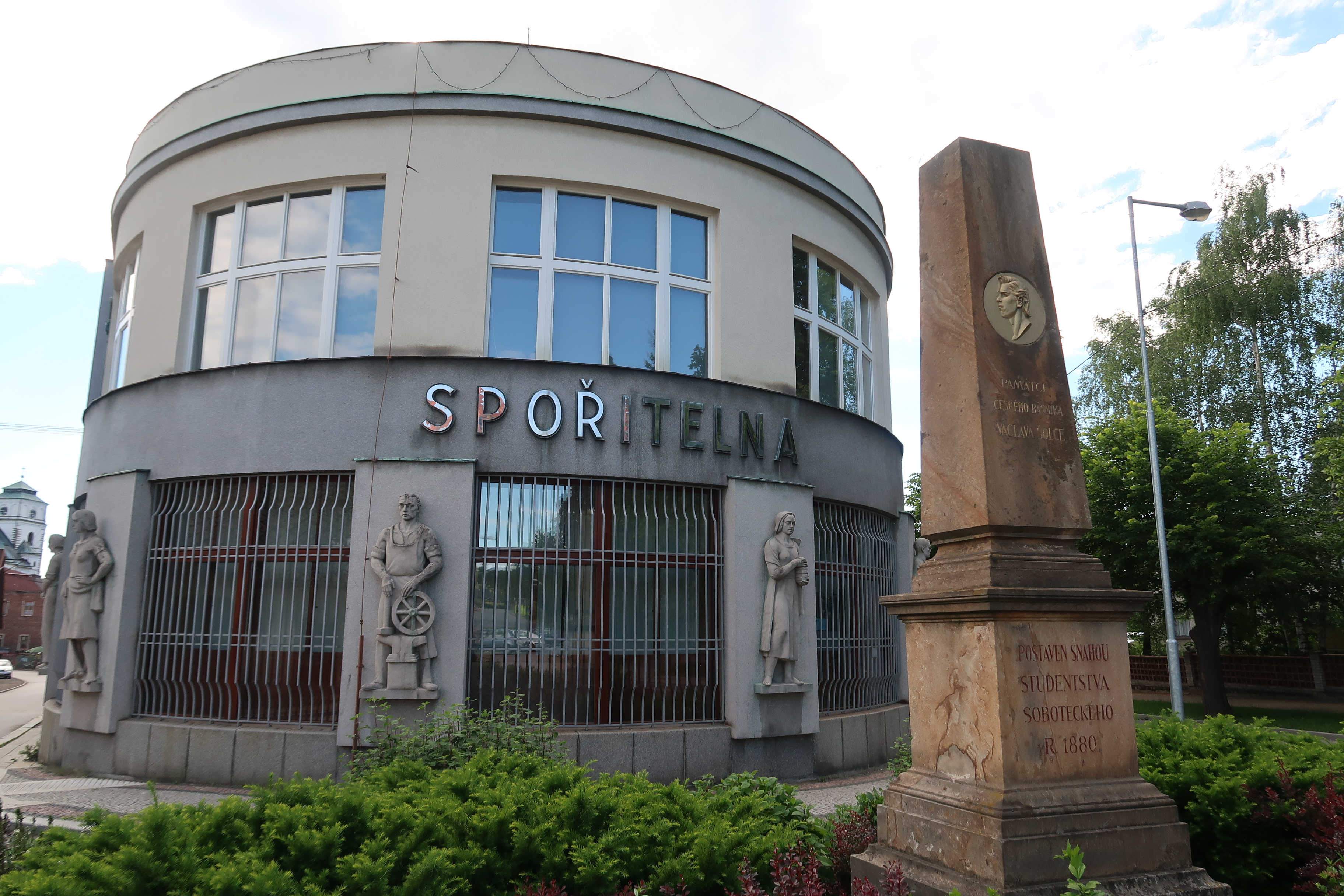
Spořitelna (původně hospodářská záložna; 1928, architekt František Janda)
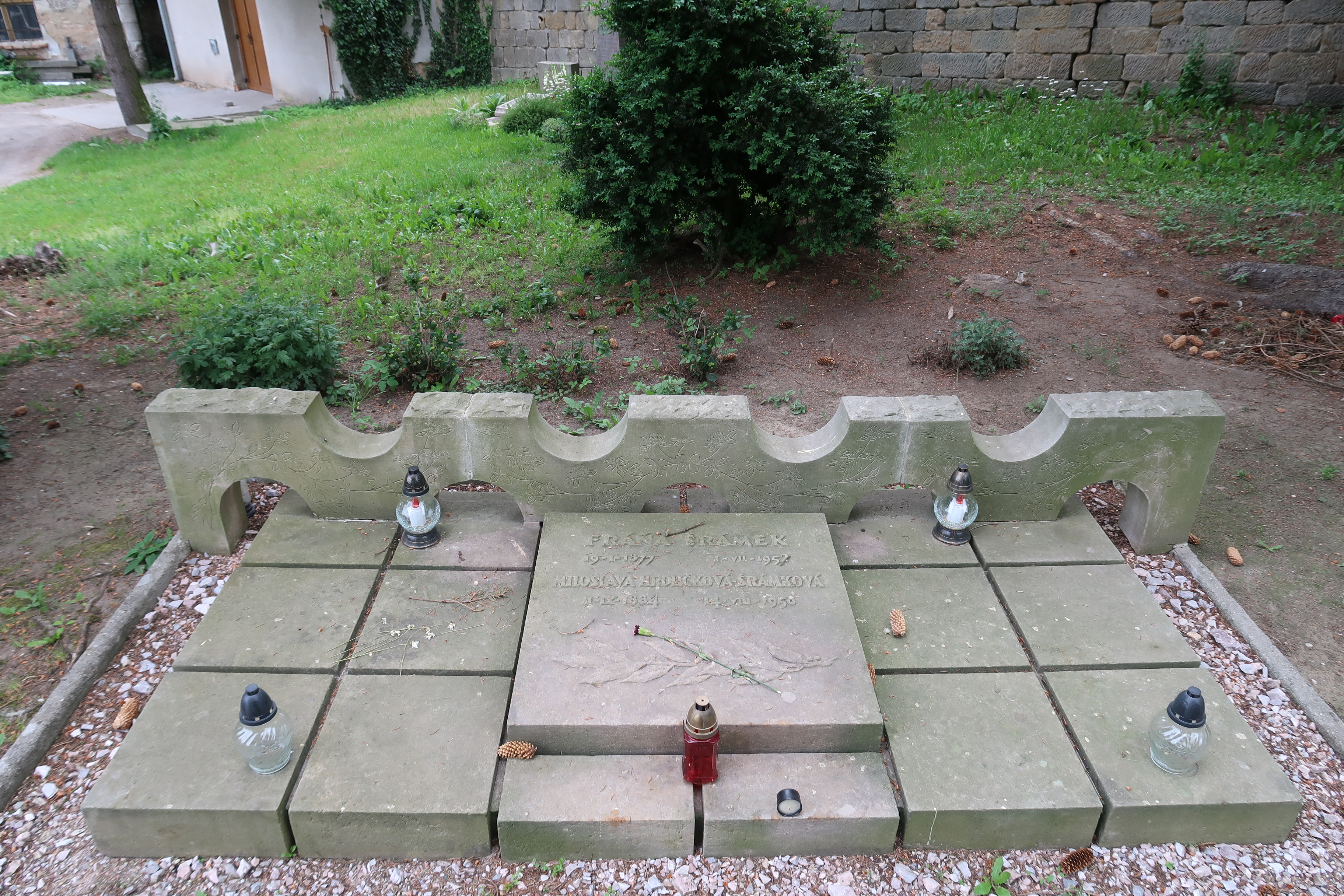
Hrob Fráni Šrámka na hřbitově
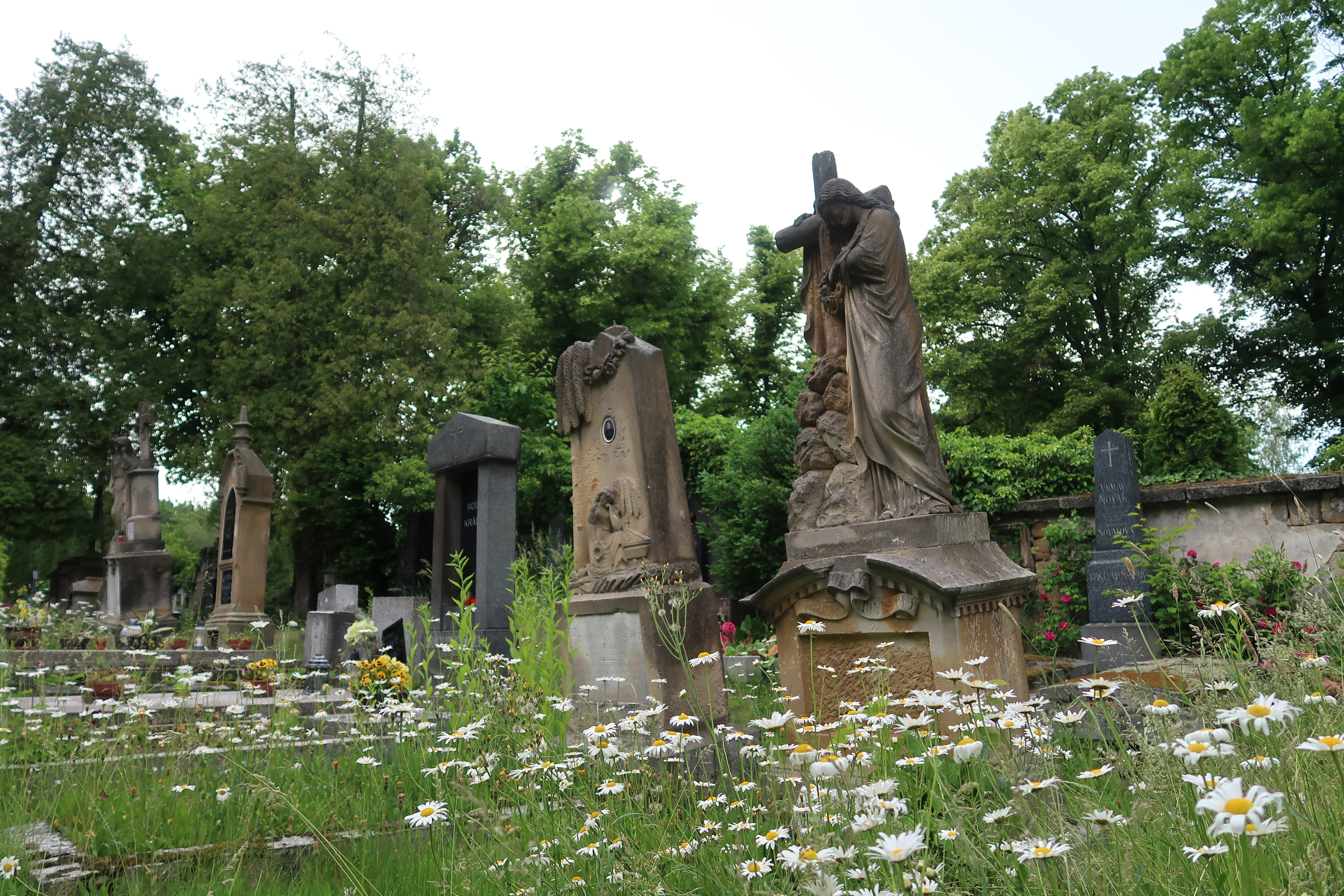
Ze soboteckého hřbitova
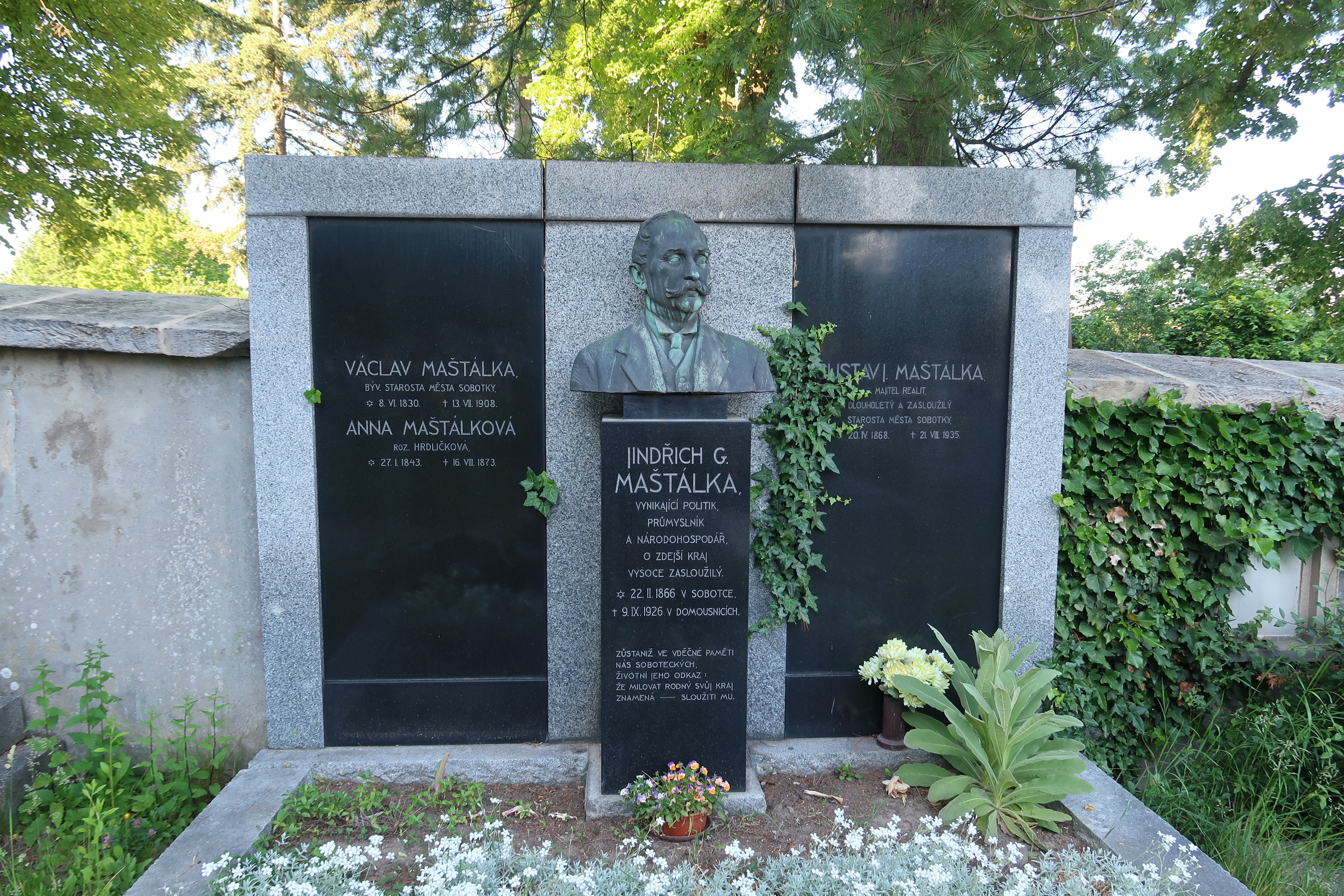
Hrobka průmyslníka a politika Jindřicha Maštálky
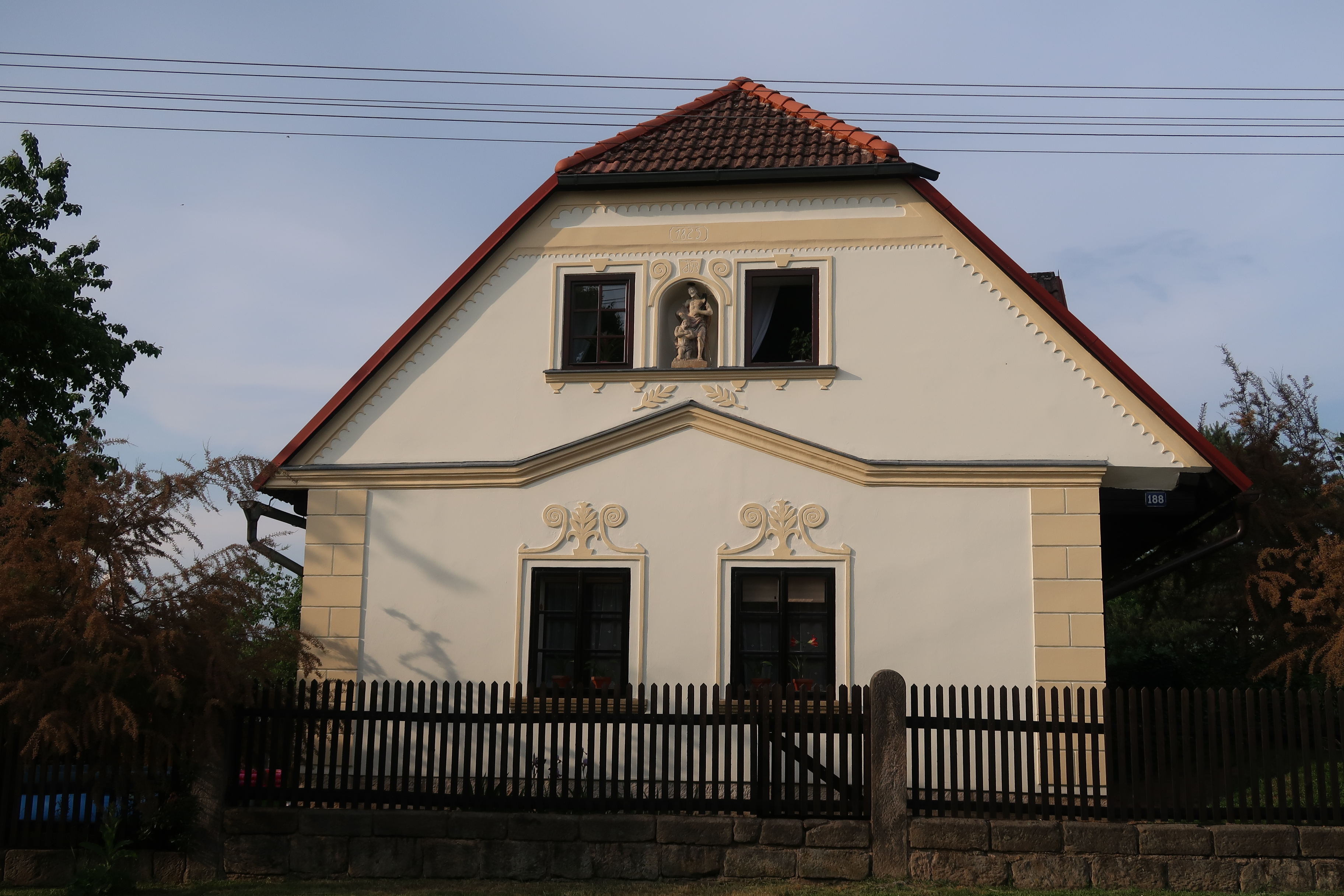
Brixiův dům (bývalá rychta), Předměstská ulice

## Partnerská města
- Wadern, Sársko, Německo
- Sobótka, Polsko